# Taiko no tacudzsin Plus
A Taiko no tacudzsin Plus (太鼓の達人 プラス; Hepburn: Taiko no Tatsujin Plus, ’Japándob-mester’) vagy más néven a Taiko no Tatsujin + egy ritmusjáték, amelyet a Namco fejlesztett és a Namco Bandai Games jelentett meg 2010. május 28-án iOS platformra.

## Dallista

### Alapjáték
| Kategória      | Dalcím                                                         | Ének          | Zeneszerző                | TV-műsor/játék/album        | Megjelenés           |
| -------------- | -------------------------------------------------------------- | ------------- | ------------------------- | --------------------------- | -------------------- |
| Klasszikus     | Carmen nyitány (カルメン 組曲一番終曲)                         | —             | Georges Bizet             | Carmen                      | 2010. május 28.      |
| J-pop          | Deep Cleansing (ディープ・クレンジング)                        | —             | Su (from RIP Slyme)       | Taiko no tacudzsin Plus     | 2010. augusztus 9.   |
| Klasszikus     | Bolero (ボレロ)                                                | —             | Maurice Ravel             | Bolero                      | 2010. szeptember 22. |
| Klasszikus     | Diótörő szvit (行進曲「くるみ割り人形」から)                   | —             | Pjotr Iljics Csajkovszkij | A diótörő                   | 2011. február 14.    |
| Videójáték     | Namcot Medley (ナムコットメドレー)                             | —             | Ógami Maszako             | Taiko no tacudzsin DS       | 2011. április 25.    |
| Namco Original | Szaitama 2000 (さいたま2000)                                   | Jamada Fusigi | LindaAI-CUE               | ?                           | 2011. október 12.    |
| Videójáték     | Puzzle & Dragons (Boss kjoku) (パズル&ドラゴンズ(ボス曲))*     | —             | ?                         | Puzzle & Dragons            | 2012. augusztus 10.  |
| Egyéb          | Papa Mama Mc (パパマママック)**                                | ?             | ?                         | Dororon! Jókai daikesszen!! | 2012. november 1.    |
| Namco Original | My Mine***                                                     | Cukino Sine   | Setzer (MintJam)          | ?                           | 2012. december 21.   |
| Namco Original | Marble Heart (マーブルハート)***                               | Sariyajin     | Sariyajin                 | ?                           | 2012. december 21.   |
| Videójáték     | Tales of Xillia Medley (テイルズ オブ エクシリア メドレー)**** | —             | Szakuraba Motoi           | Tales of Xillia             | 2013. január 18.     |

* 2012. augusztus 10-e és 26-a között volt elérhető. Augusztus 26-án automatán törlődött.

** 2012. november 2-a és 22-e között volt elérhető. November 22-én automatán törlődött.

*** 2012. december 21-e és 2013. január 15-e között volt ingyenesen elérhető, bármelyik dalcsomag letöltése esetén.

**** 2013. január 18-a és 31-e között volt elérhető. Január 31-én automatán törlődött.

### Letölthető dalcsomagok
Népszerű dalok csomagja 1 (人気曲ぱっく1)
| Kategória  | Dalcím                                                      | Ének            | Zeneszerző                    | TV-műsor/játék/album    | Megjelenés       |
| ---------- | ----------------------------------------------------------- | --------------- | ----------------------------- | ----------------------- | ---------------- |
| J-pop      | Nacu macuri (夏祭り)                                        | Whiteberry      | Hasi Dzsinta (Jitterin’ Jinn) | Nacu macuri             | 2010. február 1. |
| J-pop      | Kiszeki (キセキ)                                            | Greeeen         | Greeeen                       | Kiszeki                 | 2010. február 1. |
| Anime      | Zankoku na tensi no These (残酷な天使のテーゼ)              | Takahasi Jóko   | Szató Hidetosi                | Neon Genesis Evangelion | 2010. február 1. |
| Anime      | Touch (タッチ)                                              | Ivaszaki Josimi | Szerizava Hiroaki             | Touch                   | 2010. február 1. |
| Klasszikus | Classic Medley (Rock ver.) (クラシックメドレー（ロック編）) | —               | ?                             | Taiko no tacudzsin 3    | 2010. február 1. |

Népszerű dalok csomagja 2 (人気曲ぱっく2)
| Kategória | Dalcím                                   | Ének            | Zeneszerző       | TV-műsor/játék/album | Megjelenés        |
| --------- | ---------------------------------------- | --------------- | ---------------- | -------------------- | ----------------- |
| J-pop     | Kurenai (紅)                             | X Japan         | Yoshiki          | Kurenai              | 2010. április 15. |
| J-pop     | Tentai kanszoku (天体観測)               | Bump of Chicken | Fudzsiwara Motoo | Tentai kanszoku      | 2010. április 15. |
| J-pop     | Polyrhythm (ポリリズム)                  | Perfume         | Nakata Jaszutaka | Polyrhythm           | 2010. április 15. |
| Anime     | Szószei no Aquarion (創聖のアクエリオン) | Akino           | Kanno Jóko       | Szószei no Aquarion  | 2010. április 15. |
| Anime     | Anpanman no March (アンパンマンのマーチ) | Dreaming        | Miki Takasi      | Szoreike! Anpanman   | 2010. április 15. |

J-pop dalcsomag 1 (J-POPぱっく1)
| Kategória | Dalcím                                     | Ének               | Dalszerző                            | TV-műsor/játék/album             | Megjelenés |
| --------- | ------------------------------------------ | ------------------ | ------------------------------------ | -------------------------------- | ---------- |
| J-pop     | Age Age Every Night (アゲ♂アゲ♂EVERY☆騎士) | DJ Ozma            | ?                                    | Age Age Every Night              | ?          |
| J-pop     | Kibun dzsódzsó (気分上々↑↑)                | Mihimaru GT        | Miyake, Shifo & Genki Hibino         | Kibun dzsódzsó                   | ?          |
| J-pop     | Daite Señorita (抱いてセニョリータ)        | Jamasita Tomohisza | Vatanabe Miki, Maszaki Oszamu        | Daite Señorita                   | ?          |
| J-pop     | Szunao ni naretara (素直になれたら)        | Juju               | Juju, Spontania, Jeff Miyahara, Ryll | Szunao ni naretara/I Can Be Free | ?          |
| J-pop     | Train-Train                                | The Blue Hearts    | Masima Maszatosi                     | Train-Train                      | ?          |

Népszerű dalok csomagja 3 (人気曲ぱっく3)
| Kategória | Dalcím                                              | Ének            | Zeneszerző       | TV-műsor/játék/album | Megjelenés      |
| --------- | --------------------------------------------------- | --------------- | ---------------- | -------------------- | --------------- |
| J-pop     | Ai uta (愛唄)                                       | Greeeen         | Greeeen          | Ai uta               | 2010. május 28. |
| Anime     | Jume o kanaete Doraemon (夢をかなえてドラえもん)    | Mao             | Kuroszu Kacuhiko | Doraemon             | 2010. május 28. |
| Anime     | Lum no Love Song (ラムのラブソング)                 | Macutani Júko   | Kobajasi Izumi   | Uruszei Jacura       | 2010. május 28. |
| J-pop     | Linda Linda (リンダリンダ)                          | The Blue Hearts | Kómoto Hiroto    | Linda Linda          | 2010. május 28. |
| J-pop     | Love Story va tocuzen ni (ラブ・ストーリーは突然に) | Oda Kazumasza   | Oda Kazumasza    | Oh! Yeah!            | 2010. május 28. |

Gyerekdalok csomagja 1 (子供曲ぱっく1)
| Kategória | Dalcím                                                  | Ének         | Zeneszerző     | TV-műsor/játék/album      | Megjelenés      |
| --------- | ------------------------------------------------------- | ------------ | -------------- | ------------------------- | --------------- |
| Gyerekdal | Omocsa no cha-cha-cha (おもちゃのチャチャチャ)          | ?            | ?              |                           | 2010. május 28. |
| Anime     | Meitantei Conan Main Theme (名探偵コナン メイン･テーマ) | Óno Kacuo    | ?              | Conan, a detektív         | 2010. május 28. |
| Anime     | Júki 100% (勇気100％)                                   | Hikaru Genji | Makaino Kódzsi | Nintama Rantaró           | 2010. május 28. |
| J-pop     | Ningen tte ii na (にんげんっていいな)                   | GaGaGa SP    | ?              | Manga Nihon mukasi banasi | 2010. május 28. |
| Gyerekdal | Mori no kuma-szan (もりのくまさん)                      | ?            | ?              |                           | 2010. május 28. |

RS csomag (RSぱっく)
| Kategória | Dalcím                         | Előadó    | TV-műsor/játék/album | Megjelenés       |
| --------- | ------------------------------ | --------- | -------------------- | ---------------- |
| J-pop     | Taijó to Bikini (太陽とビキニ) | RIP Slyme | Taijó to Bikini      | 2010. július 23. |
| J-pop     | Funkastic                      | RIP Slyme | Funkastic            | 2010. július 23. |
| J-pop     | Joint                          | RIP Slyme | Joint                | 2010. július 23. |
| J-pop     | Rakuen Baby (楽園ベイべー)     | RIP Slyme | Rakuen Baby          | 2010. július 23. |
| J-pop     | Speed King                     | RIP Slyme | Speed King           | 2010. július 23. |

Fúvószenekar csomag (ブラバンぱっく)
| Kategória | Dalcím                                              | Zeneszerző        | TV-műsor/játék/album    | Megjelenés         |
| --------- | --------------------------------------------------- | ----------------- | ----------------------- | ------------------ |
| Egyéb     | Dokaan (どかーん)                                   | Magokoro Brothers | Dokaan                  | 2010. augusztus 9. |
| Egyéb     | Lupin szanszei (ルパン三世)                         | Óno Júdzsi        | Lupin III               | 2010. augusztus 9. |
| Egyéb     | Nerai ucsi (狙いうち)                               | Tokura Sunicsi    | Nerai ucsi              | 2010. augusztus 9. |
| Egyéb     | Ókami sónen Ken no Theme (オオカミ少年ケンのテーマ) | ?                 | Ókami sónen Ken         | 2010. augusztus 9. |
| Egyéb     | Szeibu keiszacu Part II (西部警察PART II)           | Hanada Kentaró    | Szeibu keiszacu Part II | 2010. augusztus 9. |

Klasszikus csomag 1 (クラシックぱっく1)
| Kategória  | Dalcím                                             | Zeneszerző              | TV-műsor/játék/album  | Megjelenés           |
| ---------- | -------------------------------------------------- | ----------------------- | --------------------- | -------------------- |
| Klasszikus | Orfeusz az alvilágban nyitány (「天国と地獄」序曲) | Jacques Offenbach       | Orfeusz az alvilágban | 2010. szeptember 22. |
| Klasszikus | Tell Vilmos nyitány (ウィリアムテル序曲)           | Gioachino Rossini       | Tell Vilmos           | 2010. szeptember 22. |
| Klasszikus | Török induló (トルコ行進曲)                        | Wolfgang Amadeus Mozart |                       | 2010. szeptember 22. |
| Klasszikus | La campanella (ラ・カンパネラ)                     | Liszt Ferenc            |                       | 2010. szeptember 22. |
| Klasszikus | 5. szimfónia (Beethoven) (交響曲第五番「運命」)    | Ludwig van Beethoven    |                       | 2010. szeptember 22. |

J-pop dalcsomag 2 (J-POPぱっく2)
| Kategória | Dalcím                | Ének                        | Zeneszerző                  | TV-műsor/játék/album | Megjelenés         |
| --------- | --------------------- | --------------------------- | --------------------------- | -------------------- | ------------------ |
| J-pop     | Cubomi (蕾)           | Kobukuro                    | Kobucsi Kentaró             | Cubomi               | 2010. december 10. |
| J-pop     | Ai va kacu (愛は勝つ) | Kan                         | Kan                         | Ai va kacu           | 2010. december 10. |
| J-pop     | Love Forever          | Kató Miliyah és Sóta Simizu | Kató Miliyah és Sóta Simizu | Love Forever         | 2010. december 10. |
| J-pop     | Joyful (じょいふる)   | Ikimono-gakari              | Mizuno Josiki               | Yell/Joyful          | 2010. december 10. |
| J-pop     | Robinson (ロビンソン) | Spitz                       | Kuszano Maszamune           | Robinson             | 2010. december 10. |

Ultraman csomag (ウルトラマンぱっく)
| Kategória | Dalcím                                                                                 | Előadó                                         | TV-műsor/játék/album                                        | Megjelenés         |
| --------- | -------------------------------------------------------------------------------------- | ---------------------------------------------- | ----------------------------------------------------------- | ------------------ |
| Anime     | Ultraman no uta (ウルトラマンの歌)                                                     | Miszuzu dzsidó gassódan                        | Ultraman                                                    | 2010. december 16. |
| Anime     | Ultra Seven no uta (ウルトラセブンの歌)                                                | Miszuzu dzsidó gassódan, Ozaki Kijohiko        | Ultra Seven                                                 | 2010. december 16. |
| Anime     | Kaette kita Ultraman (Ultraman Brass) (帰ってきたウルトラマン（ウルトラマン・ブラス）) | Dan Dzsiró, Miszuzu dzsidó gassódan            | Kaette kita Ultraman                                        | 2010. december 16. |
| Anime     | Ultraman taró (Ultraman Brass) (ウルトラマンタロウ（ウルトラマン・ブラス）)            | Fukuzava Rjóicsi, Sónen sódzso gassódan mizúmi | Ultraman taró                                               | 2010. december 16. |
| Anime     | Ultraman A (Ultraman Brass) (ウルトラマンA（ウルトラマン・ブラス）)                    | Honey Knights, Miszuzu dzsidó gassódan         | Ultraman A                                                  | 2010. december 16. |
| Anime     | Unmei no sizuku (Destiny’s Star) (運命のしずく～Destiny's Star～)                      | Girl Next Door                                 | Ultraman Zero The Movie: Csókesszen! Belial ginga teikoku   | 2010. december 16. |
| Anime     | Atarasii Hikari (新しい光)                                                             | Voyager                                        | Ultra ginga denszecu gaiden: Ultraman Zero vs Darklops Zero | 2010. december 16. |

Népszerű dalok csomagja 4 (人気曲ぱっく4)
| Kategória | Dalcím                                    | Ének             | Zeneszerző     | TV-műsor/játék/album | Megjelenés       |
| --------- | ----------------------------------------- | ---------------- | -------------- | -------------------- | ---------------- |
| J-pop     | Ponytail to susu (ポニーテールとシュシュ) | AKB48            | Tada Sinja     | Ponytail to susu     | 2011. január 28. |
| J-pop     | Love zukkjun (LOVEずっきゅん)             | Szótaiszei riron | ?              | Chiffon sugi         | 2011. január 28. |
| J-pop     | Haruka (遥か)                             | Greeeen          | Greeeen        | Haruka               | 2011. január 28. |
| J-pop     | Choo Choo Train                           | Exile            | Nakanisi Keizó | Choo Choo Train      | 2011. január 28. |
| J-pop     | Szobakaszu (そばかす)                     | Judy and Mary    | Onda Josihito  | Szobakaszu           | 2011. január 28. |

Imas csomag (アイマスぱっく)
| Kategória  | Dalcím                        | Ének | Zeneszerző      | TV-műsor/játék/album          | Megjelenés        |
| ---------- | ----------------------------- | ---- | --------------- | ----------------------------- | ----------------- |
| Videójáték | Overmaster (オーバーマスター) | ?    | ?               | The Idolmaster SP             | 2011. február 24. |
| Videójáték | L.O.B.M                       | ?    | Takada Rjúicsi  | The Idolmaster SP             | 2011. február 24. |
| Videójáték | Relations                     | ?    | Nakagava Kódzsi | The Idolmaster: Live For You! | 2011. február 24. |
| Videójáték | Do-Dai                        | ?    | Nakagava Kódzsi | The Idolmaster                | 2011. február 24. |
| Videójáték | Go My Way!!                   | ?    | Kószaki Szatoru | The Idolmaster                | 2011. február 24. |

Videójátékzene csomag (ゲーム曲ぱっく)
| Kategória  | Dalcím                                                    | Zeneszerző        | TV-műsor/játék/album            | Megjelenés        |
| ---------- | --------------------------------------------------------- | ----------------- | ------------------------------- | ----------------- |
| Videójáték | Modzsipittan Medley (もじぴったんメドレー)                | Kószaki Szatoru   | Kotoba no Puzzle: Modzsipittan  | 2011. április 25. |
| Videójáték | Monster Hunter Medley (モンスターハンターメドレー)        | Sibata Tecuja     | Monster Hunter                  | 2011. április 25. |
| Videójáték | Spelunker (スペランカー)                                  | ?                 | Spelunker                       | 2011. április 25. |
| Videójáték | Sonic 4 Episode I Medley (ソニック4 エピソードI メドレー) | Szenoue Dzsun     | Sonic the Hedgehog 4: Episode I | 2011. április 25. |
| Videójáték | Chaos Rings                                               | Agemacu Norijaszu | Chaos Rings                     | 2011. április 25. |

Anime csomag - fiú változat (アニメぱっく男の子ver)
| Kategória  | Dalcím                                      | Ének              | Zeneszerző       | TV-műsor/játék/album             | Megjelenés      |
| ---------- | ------------------------------------------- | ----------------- | ---------------- | -------------------------------- | --------------- |
| Videójáték | Cha-La Head-Cha-La                          | Kagejama Hironobu | Kijooka Csiho    | Dragon Ball Z                    | 2011. május 25. |
| Videójáték | Ucsú szenkan Jamato (宇宙戦艦ヤマト)        | Szaszaki Iszao    | Mijagava Hirosi  | Ucsú szenkan Jamato              | 2011. május 25. |
| Videójáték | Kinnikuman Go Fight! (キン肉マン Go Fight!) | Kusida Akira      | ?                | Kinnikuman                       | 2011. május 25. |
| Videójáték | Bakucsi Dancer (バクチ・ダンサー)           | Does              | Udzsihara Vataru | Gin tama: Sinjaku benizakura-hen | 2011. május 25. |
| Videójáték | Blue Bird (ブルーバード)                    | Ikimono-gakari    | Mizuno Josiki    | Naruto sippúden                  | 2011. május 25. |

Szentai csomag (戦隊ぱっく)
| Kategória | Dalcím                                              | Ének                                     | Zeneszerző            | TV-műsor/játék/album       | Megjelenés      |
| --------- | --------------------------------------------------- | ---------------------------------------- | --------------------- | -------------------------- | --------------- |
| Anime     | Tenszó szentai goszeiger (天装戦隊ゴセイジャー)     | NoB                                      | Yoffy (Psychic Lover) | Tenszó szentai goszeiger   | 2011. július 8. |
| Anime     | Szamuráj szentai sinkenger (侍戦隊シンケンジャー)   | Psychic Lover, Takatori Hideaki és Zetki | Yoffy (Psychic Lover) | Szamuráj szentai sinkenger | 2011. július 8. |
| Anime     | Dzsúken szentai gekiranger (獣拳戦隊ゲキレンジャー) | Tanimoto Takajosi                        | Takafumi Ivaszaki     | Dzsúken szentai gekiranger | 2011. július 8. |
| Anime     | Gógó szentai bókenger (轟轟戦隊ボウケンジャー)      | NoB                                      | NoB                   | Gógó szentai bókenger      | 2011. július 8. |
| Anime     | Mahó szentai Magiranger (魔法戦隊マジレンジャー)    | Takafumi Ivaszaki                        | Takafumi Ivaszaki     | Mahó szentai Magiranger    | 2011. július 8. |

Namco Original csomag 1 (ナムオリぱっく1)
| Kategória      | Dalcím                             | Ének              | Zeneszerző        | TV-műsor/játék/album                 | Megjelenés         |
| -------------- | ---------------------------------- | ----------------- | ----------------- | ------------------------------------ | ------------------ |
| Namco Original | Mecha-Death (メカデス。)           | Maszubucsi Júdzsi | Maszubucsi Júdzsi | Taiko no Tacudzsin: Appare szandaime | 2011. november 18. |
| Namco Original | Go Go Kiccsin (ゴーゴー・キッチン) | Miszumi Juri      | Miszumi Juri      | Taiko no tacudzsin                   | 2011. november 18. |
| Namco Original | Ucsú Samurai (宇宙SAMURAI)         | —                 | Hiyama            | Taiko no tacudzsin Wii 3             | 2011. november 18. |
| Namco Original | Rumble ranbu (らんぶる乱舞)        | —                 | Szaszó Ajako      | Taiko no tacudzsin 13                | 2011. november 18. |
| Namco Original | Taiko Time (タイコタイム)          | —                 | Szano Nobujosi    | Taiko no tacudzsin 14                | 2011. november 18. |

Namco Original csomag 2 (ナムオリぱっく2)
| Kategória      | Dalcím                      | Zeneszerző      | TV-műsor/játék/album                           | Megjelenés         |
| -------------- | --------------------------- | --------------- | ---------------------------------------------- | ------------------ |
| Namco Original | Garjótenszei (画竜点睛)     | Nisikomi Kagumi | Taiko no tacudzsin: Go! Go! Godaime            | 2011. november 18. |
| Namco Original | Gekkabidzsin (月下美人)     | Nisikomi Kagumi | Taiko no tacudzsin: Don-ka! to ómori nanadaime | 2011. november 18. |
| Namco Original | Kurofune raikó (黒船来航)   | Nisikomi Kagumi | Taiko no tacudzsin DS                          | 2011. november 18. |
| Namco Original | Hjakka rjóran (百花繚乱)    | Nisikomi Kagumi | Taiko no tacudzsin 11                          | 2011. november 18. |
| Namco Original | Szengoku szangen (戦国三弦) | Nisikomi Kagumi | Taiko no tacudzsin 12                          | 2011. november 18. |

Népszerű dalok csomagja 5 (人気曲ぱっく5)
| Kategória | Dalcím                                                | Ének                         | Zeneszerző       | TV-műsor/játék/album | Megjelenés         |
| --------- | ----------------------------------------------------- | ---------------------------- | ---------------- | -------------------- | ------------------ |
| J-pop     | La La La Suite PreCure (ラ♪ラ♪ラ♪スイートプリキュア♪) | Kudó Maju                    | Marhy            | Suite PreCure        | 2011. december 21. |
| J-pop     | We Are! (ウィーアー!)                                 | Kitadani Hirosi              | Tanaka Kóhei     | One Piece            | 2011. december 21. |
| Anime     | I Wish for You                                        | Exile                        | T. Kura, Michico | I Wish for You       | 2011. december 21. |
| Anime     | Heavy Rotation (ヘビーローテーション)                 | AKB48                        | Jamazaki Jó      | Heavy Rotation       | 2011. december 21. |
| Egyéb     | Maru maru mori mori! (マル・マル・モリ・モリ!)        | Kaoru to Tomoki, tamani Mook | Mijasita Kódzsi  | Marumo no okite      | 2011. december 21. |

Népszerű dalok csomagja 6 (人気曲ぱっく6)
| Kategória | Dalcím                                     | Ének         | Zeneszerző       | TV-műsor/játék/album | Megjelenés       |
| --------- | ------------------------------------------ | ------------ | ---------------- | -------------------- | ---------------- |
| J-pop     | Everyday, katyusa (Everyday、カチューシャ) | AKB48        | Inoue Josimasa   | Everyday, katyusa    | 2012. június 25. |
| J-pop     | Szakuranbo (さくらんぼ)                    | Ócuka Ai     | Ócuka Ai         | Szakuranbo           | 2012. június 25. |
| J-pop     | Ikenai taijó (イケナイ太陽)                | Orange Range | Orange Range     | Ikenai taijó         | 2012. június 25. |
| Anime     | Anpanman taiszó (アンパンマンたいそう)     | Cha-Cha      | Makaino Kódzsi   | Anpanman             | 2012. június 25. |
| Anime     | Go-Go tamagocsi! (GO-GO たまごっち!)       | Juria Nara   | Szuzuki Morihiro | Tamagocsi            | 2012. június 25. |

Népszerű dalok csomagja 7 (人気曲ぱっく7)
| Kategória | Dalcím                                              | Ének           | Zeneszerző      | TV-műsor/játék/album    | Megjelenés          |
| --------- | --------------------------------------------------- | -------------- | --------------- | ----------------------- | ------------------- |
| J-pop     | 365 nicsi no Love Story (365日のラブストーリー。)   | Sonar Pocket   | ?               | 365 nicsi no Love Story | 2012. szeptember 4. |
| J-pop     | Aruite ikó (歩いていこう)                           | Ikimono-gakari | Mizuno Josiki   | Aruite ikó              | 2012. szeptember 4. |
| Egyéb     | Black Rock Shooter (ブラック★ロックシューター)      | Hatsune Miku   | Ryo (Supercell) | Black Rock Shooter      | 2012. szeptember 4. |
| Anime     | Switch On!                                          | Cucsija Anna   | Tatsuo          | Kamen Rider Fourze      | 2012. szeptember 4. |
| Anime     | Lupin szanszei no Theme ’78 (ルパン三世のテーマ'78) | ?              | Óno Júdzsi      | Lupin III               | 2012. szeptember 4. |

Népszerű dalok csomagja 8 (人気曲ぱっく8)
| Kategória | Dalcím                                                           | Ének            | Zeneszerző                | TV-műsor/játék/album            | Megjelenés           |
| --------- | ---------------------------------------------------------------- | --------------- | ------------------------- | ------------------------------- | -------------------- |
| J-pop     | Manacu no Sounds Good! (真夏のSounds good !)                     | AKB48           | Inoue Josimasza           | Manacu no Sounds Good!          | 2012. szeptember 28. |
| J-pop     | Miszenai namida va, kitto icuka (ミセナイナミダハ、きっといつか) | Greeeen         | Greeeen                   | Miszenai namida va, kitto icuka | 2012. szeptember 28. |
| J-pop     | Shine                                                            | Ieiri Leo       | Ieiri Leo, Nisio Josihiko | Shine                           | 2012. szeptember 28. |
| Anime     | We Go! (ウィーゴー!)                                             | Kitadani Hirosi | Tanaka Kóhei              | One Piece                       | 2012. szeptember 28. |
| Anime     | Let’s Go! Smile PreCure (Let's go!スマイルプリキュア!)           | Ikeda Aja       | Takatori Hideaki          | Smile PreCure!                  | 2012. szeptember 28. |

Népszerű dalok csomagja 9 (人気曲ぱっく9)
| Kategória | Dalcím                        | Ének           | Zeneszerző            | TV-műsor/játék/album        | Megjelenés        |
| --------- | ----------------------------- | -------------- | --------------------- | --------------------------- | ----------------- |
| J-pop     | Flying Get (フライングゲット) | AKB48          | Szumida Sinja         | Flying Get                  | 2012. november 1. |
| J-pop     | Kiss Kiss Bang Bang           | Ikimono-gakari | Mizuno Josiki         | Newtral                     | 2012. november 1. |
| J-pop     | Melt (メルト)                 | Hatsune Miku   | Ryo (Supercell)       | Supercell                   | 2012. november 1. |
| Anime     | Szanpo (さんぽ)               | Inoue Azumi    | Joe Hisashi           | Totoro – A varázserdő titka | 2012. november 1. |
| Anime     | Pegasus genszó (ペガサス幻想) | Make-Up        | Macuzava Hiroaki, NoB | Saint Seiya                 | 2012. november 1. |

Szuper ügyesség csomag (すご腕ぱっく)
| Kategória      | Dalcím                                | Ének          | Zeneszerző     | TV-műsor/játék/album                               | Megjelenés         |
| -------------- | ------------------------------------- | ------------- | -------------- | -------------------------------------------------- | ------------------ |
| Namco Original | Don’t Cut                             | Nakagava Nami | Okabe Keiicsi  | Taiko no tacudzsin 12                              | 2012. november 30. |
| Namco Original | The Carnivorous Carnival              | —             | Tójama Akitaka | Taiko no tacudzsin 10                              | 2012. november 30. |
| Namco Original | Famires Wars (ファミレスウォーズ)     | Aihara Kaori  | Mirai          | ?                                                  | 2012. november 30. |
| Namco Original | Tenjó no mai (天妖ノ舞)               | Imai Aszami   | Zeami          | Taiko no tacudzsin DS: Dororon! Jókai daikesszen!! | 2012. november 30. |
| Namco Original | Kita Szaitama 2000 (きたさいたま2000) | Jamada Fusigi | LindaAI-CUE    | Taiko no tacudzsin: Portable 2                     | 2012. november 30. |

Népszerű dalok csomagja 10 (人気曲ぱっく10)
| Kategória | Dalcím                            | Ének           | Zeneszerző     | TV-műsor/játék/album   | Megjelenés         |
| --------- | --------------------------------- | -------------- | -------------- | ---------------------- | ------------------ |
| J-pop     | Memesikute (女々しくて)           | Golden Bomber  | Kirjúin Só     | Memesikute             | 2012. december 21. |
| J-pop     | Konajuki (粉雪)                   | Remioromen     | Remioromen     | Konajuki               | 2012. december 21. |
| J-pop     | Kaze ga fuiteiru (風が吹いている) | Ikimono-gakari | Mizuno Josiki  | Kaze ga fuiteiru       | 2012. december 21. |
| Anime     | Kimi vo noszete (君をのせて)      | Inoue Azumi    | Hiszaisi Dzsó  | Laputa – Az égi palota | 2012. december 21. |
| Anime     | Lovers (ラヴァーズ)               | 7!!            | Keita, Michiru | Naruto                 | 2012. december 21. |

Lenyűgöző ujjak csomag (すご指ぱっく)
| Kategória      | Dalcím                            | Ének                   | Zeneszerző     | TV-műsor/játék/album            | Megjelenés       |
| -------------- | --------------------------------- | ---------------------- | -------------- | ------------------------------- | ---------------- |
| Namco Original | Angel Dream (エンジェル ドリーム) | Takamicu Jóko          | Okabe Keiicsi  | Taiko no tacudzsin: Portable DX | 2013. február 1. |
| Namco Original | Dodon ga Doon (ドドンガド～ン)    | Egucsi Takahiro        | Hoszoe Sindzsi | Taiko no tacudzsin              | 2013. február 1. |
| Namco Original | Love ikuza!! (LOVE戦!!)           | Miju                   | ?              | Taiko no tacudzsin 14           | 2013. február 1. |
| Namco Original | Ao no szenricu (蒼の旋律)         | Szarija Hito           | Aile           | Taiko no tacudzsin: Portable DX | 2013. február 1. |
| Namco Original | Hataraku 2000 (はたラク2000)      | Kaneko Tomomi, MC Linn | LindaAI-CUE    | Taiko no tacudzsin 13           | 2013. február 1. |